# S-アリルシステイン
S-アリルシステイン（英語: S-allylcysteine、SAC）は、化学式が C
6H
11NO
2S の有機化合物である。システインのS-アリル化誘導体。L体のみが生物学的に重要である。ニンニクには、ジスルフィドのS-アリルメルカプトシステイン（SAMC) やγ-グルタミル-S-アリルシステイン (GSAC) など、多くの関連物質が含まれている。